# Драгана Пешић
Драгана Пешић Белојевић (рођена 10. децембар, 1963) је бивша југословенска рукометашица. За репрезентацију Југославије дебитовала је са шеснаест година. Наступала је на Олимпијским играма 1988. када је освојено четврто место и на Светском првенству 1990. када је освојена сребрну медаљу. Такође има златну медаљу са Медитернаских игара 1991.
Играла је у београдском Радничком, Будућности из Подгорице, Вождовцу и љубљанској Олимпији. Последњу сезону у каријери одирала је у шпанској Тенерифи. Са Радничким тријумфовала је у Купу европских победника купова.
Добитник је националног признања Републике Србије. Све медаље освојене у току каријере поклонила је хуманитарном фонду Нови Београд.